# تری‌نیتروآنیزول
تری‌نیتروآنیزول (به انگلیسی: Trinitroanisole) با فرمول شیمیایی C7H5N3O7 یک ترکیب شیمیایی است. که جرم مولی آن ۲۴۳٫۱۳ g/mol با دمای ذوب 68 درجه می‌باشد. شکل ظاهری این ترکیب، بلورهای زرد است.